# Ley de elasticidad de Hooke

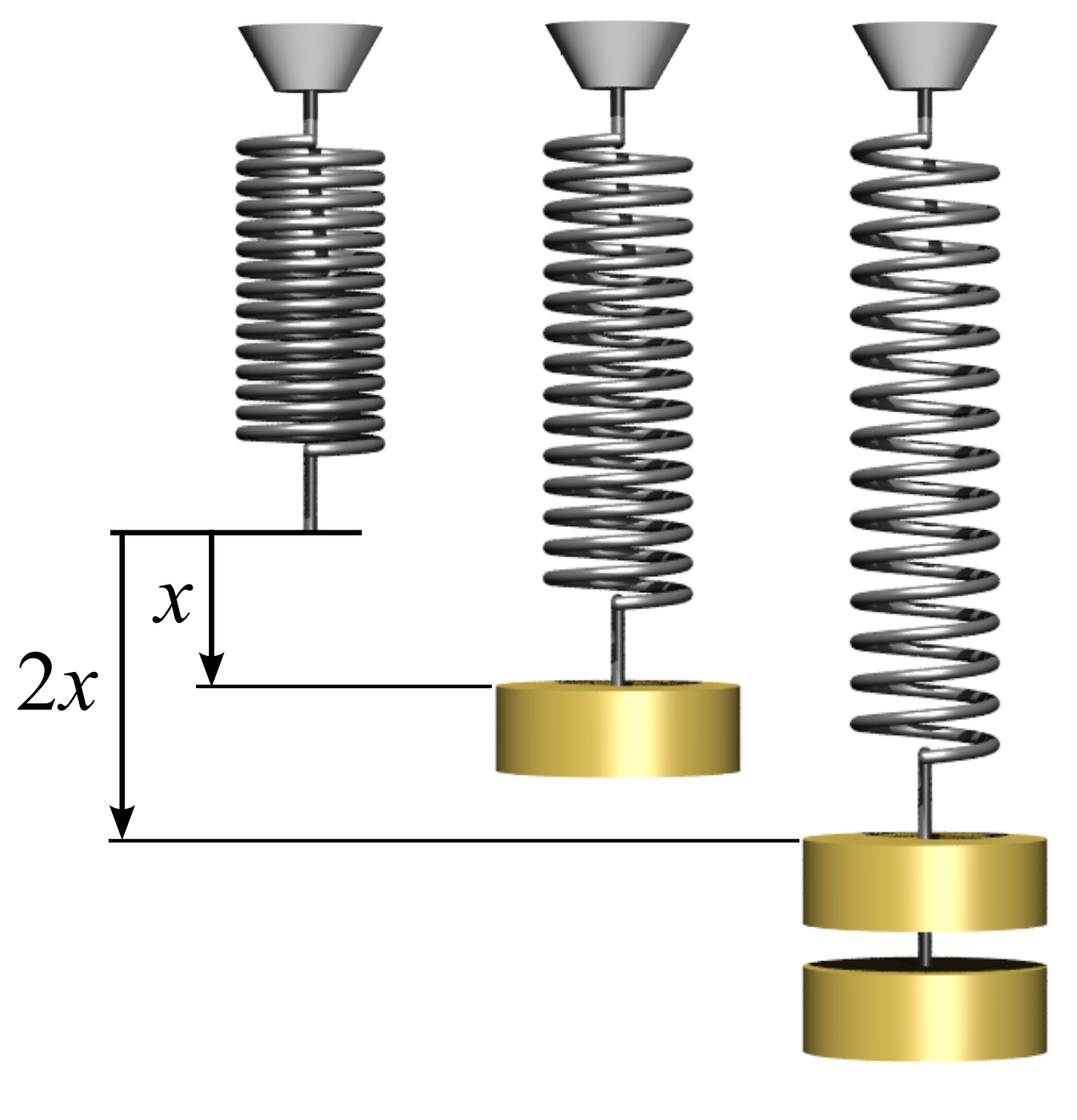
La ley de Hooke: la tensión es proporcional a la elongación axial de la pieza.

En física, la ley de elasticidad de Hooke o ley de Hooke establece que el alargamiento unitario que experimenta un cuerpo elástico es directamente proporcional a la fuerza aplicada sobre el mismo ({\displaystyle F}): 
{\displaystyle \epsilon ={\frac {\Delta L}{L}}={\frac {F}{A\ E}}}
Siendo ({\displaystyle \Delta L}) el alargamiento, ({\displaystyle L}) la longitud original, ({\displaystyle E}): módulo de Young, ({\displaystyle A}) la sección transversal de la pieza estirada. La ley se aplica a un cuerpo elástico hasta un límite denominado límite elástico.
Debe su nombre a Robert Hooke. Esta ley comprende numerosas disciplinas, siendo utilizada en ingeniería y construcción, así como en la ciencia de los materiales.
La ley de Hooke es solo una aproximación lineal de primer orden a la respuesta real de los resortes y otros cuerpos elásticos a las fuerzas aplicadas. Finalmente debe fallar una vez que las fuerzas excedan algún límite, ya que ningún material puede comprimirse más allá de un cierto tamaño mínimo, o estirarse más allá de un tamaño máximo, sin alguna deformación permanente o cambio de estado. Muchos materiales se desviarán notablemente de la ley de Hooke mucho antes de que se alcancen esos límites elásticos .
La ley de Hooke es una aproximación precisa para la mayoría de los cuerpos sólidos, siempre que las fuerzas y deformaciones sean lo suficientemente pequeñas. Por esta razón, la ley de Hooke se utiliza ampliamente en todas las ramas de la ciencia y la ingeniería, y es la base de muchas disciplinas como la sismología , la mecánica molecular y la acústica . También es el principio fundamental detrás de la balanza de muelle, el manómetro , el galvanómetro y el volante del reloj mecánico .

## Historia
Esta ley recibe su nombre del físico inglés Robert Hooke, contemporáneo de Isaac Newton, y contribuyente prolífico de la arquitectura. Ante el temor de que alguien se apoderara de su descubrimiento, Hooke lo publicó en forma de un famoso anagrama, ceiiinosssttuv, y reveló su significado un par de años más tarde. El anagrama significa Ut tensio sic vis ("como la extensión, así la fuerza").[cita requerida]

## Ley de Hooke para los resortes

La ley de Hooke describe cuánto se alarga un resorte bajo una cierta fuerza.

La forma más común de representar matemáticamente la Ley de Hooke es mediante la ecuación del muelle o resorte, donde se relaciona la fuerza ({\displaystyle F}) ejercida por el resorte con la elongación o alargamiento ({\displaystyle \delta }) provocado por la fuerza externa aplicada al extremo del mismo:
{\displaystyle F=-k\ \delta }
donde ({\displaystyle k}) se llama constante elástica del resorte y ({\displaystyle \delta }) es su elongación o variación que experimenta su longitud. 
La energía de deformación o energía potencial elástica ({\displaystyle U_{k}}) asociada al estiramiento del resorte viene dada por la siguiente ecuación:
{\displaystyle U_{k}={\frac {1}{2}}\ k\ {\delta }^{2}}
Es importante notar que la ({\displaystyle k}) antes definida depende de la longitud del muelle y de su constitución. Definiremos ahora una constante intrínseca del resorte independiente de la longitud de este y estableceremos así la ley diferencial constitutiva de un muelle. Multiplicando ({\displaystyle k}) por la longitud total, y llamando al producto ({\displaystyle k_{i}}) o ({\displaystyle k}) intrínseca, se tiene:
{\displaystyle k={\frac {k_{i}}{L}}}
Llamaremos ({\displaystyle F(x)}) a la tensión en una sección del muelle situada una distancia x de uno de sus extremos el cual tomaremos como origen de coordenadas, ({\displaystyle k_{\Delta x}}) a la constante de un pequeño trozo de muelle de longitud ({\displaystyle \Delta x}) a la misma distancia y ({\displaystyle \delta _{\Delta x}}) al alargamiento de ese pequeño trozo en virtud de la aplicación de la fuerza ({\displaystyle F(x)}). Por la ley del muelle completo:
{\displaystyle F(x)=-k_{\Delta x}\ \delta _{\Delta x}=-k_{i}{\frac {\delta _{\Delta x}}{\Delta x}}}
Tomando el límite:
{\displaystyle F(x)=-k_{i}{\frac {{\delta }_{dx}}{dx}}}
que por el principio de superposición resulta:
{\displaystyle F(x)=-k_{i}{\frac {d{\delta }}{dx}}=-(A\ E){\frac {d\delta }{dx}}}
Teniendo en cuenta esta Ley de Hooke del muelle y además, la masa del objeto que oscila, y su aceleración, se obtiene como solución el movimiento del oscilador armónico simple (Véase también: Muelle elástico / Resorte). La frecuencia angular de la oscilación se calcula como:
{\displaystyle \omega ={\sqrt {\frac {k}{m}}}}
siendo ({\displaystyle m}) la masa del oscilador
En los medios elásticos también se pueden propagar ondas como consecuencia de la vibración del medio. En la ecuación de ondas de las  ondas elásticas interviene además de la variable espacial ({\displaystyle x}) (en el caso de una dimensión), el tiempo. Esto se debe a que una onda tiene la doble dependencia espacial y temporal a la vez (Véase también: Muelle elástico / Resorte).

## Ley de Hooke en sólidos elásticos
La ley de Hooke para sólidos elásticos generaliza la ley de Hooke para resortes. En la mecánica de sólidos deformables elásticos la distribución de tensiones es mucho más complicada que en un resorte o una barra estirada solo según su eje. La deformación en el caso más general necesita ser descrita mediante un tensor de deformaciones mientras que los esfuerzos internos en el material necesitan ser representados por un tensor de tensiones. Estos dos tensores están relacionados por ecuaciones lineales conocidas por ecuaciones de Hooke generalizadas o ecuaciones de Lamé-Hooke, que son las ecuaciones constitutivas que caracterizan el comportamiento de un sólido elástico lineal. Estas ecuaciones tienen la forma general:
{\displaystyle \sigma _{ij}=\sum _{k,l}C_{ijkl}\ \varepsilon _{kl}}
Gran parte de las estructuras de ingeniería son diseñadas para sufrir deformaciones pequeñas, se involucran solo en la recta del diagrama de esfuerzo y deformación.
De tal forma que la deformación ({\displaystyle \epsilon }) es una cantidad adimensional, el módulo ({\displaystyle E}) se expresa en las mismas unidades que el esfuerzo ({\displaystyle \sigma }) (unidades Pa, psi y ksi). El máximo valor del esfuerzo para el que puede emplearse la ley de Hooke en un material es conocido como límite de proporcionalidad de un material. En este caso, los materiales dúctiles que poseen un punto de cedencia definido; en ciertos materiales no puede definirse la proporcionalidad de cedencia fácilmente, ya que es difícil determinar con precisión el valor del esfuerzo ({\displaystyle \sigma }) para el que la similitud entre ({\displaystyle \sigma }) y ({\displaystyle \epsilon }) deje de ser lineal. Al utilizar la ley de Hooke en valores mayores que el límite de proporcionalidad no conducirá a ningún error significativo.
En resistencia de materiales se involucra en las propiedades físicas de materiales, como resistencia, ductibilidad y resistencia de corrosión; que pueden afectarse debido a la aleación, el tratamiento térmico y el proceso de manofactura.

### Caso unidimensional
En el caso de un problema unidimensional donde las deformaciones o tensiones en direcciones perpendiculares a una dirección dada son irrelevantes o se pueden ignorar ({\displaystyle \sigma =\sigma _{11}}), ({\displaystyle \epsilon =\epsilon _{11}}), ({\displaystyle C_{11}=E}) y la ecuación anterior se reduce a:
{\displaystyle \sigma =E\ \epsilon }
donde ({\displaystyle E}) es el módulo de Young.

### Caso tridimensional isótropo
Para caracterizar el comportamiento de un sólido elástico lineal e isótropo se requieren además del módulo de Young otra constante elástica, llamada coeficiente de Poisson ({\displaystyle \nu }). Por otro lado, las ecuaciones de Lamé-Hooke para un sólido elástico lineal e isótropo pueden ser deducidas del teorema de Rivlin-Ericksen, que pueden escribirse en la forma:

{\displaystyle \epsilon _{xx}={\frac {1}{E}}\left(\sigma _{xx}-\nu (\sigma _{yy}+\sigma _{zz})\right)\qquad \epsilon _{xy}={\frac {(1+\nu )}{E}}\sigma _{xy}}
{\displaystyle \epsilon _{yy}={\frac {1}{E}}\left(\sigma _{yy}-\nu (\sigma _{xx}+\sigma _{zz})\right)\qquad \epsilon _{yz}={\frac {(1+\nu )}{E}}\sigma _{yz}}
{\displaystyle \epsilon _{zz}={\frac {1}{E}}\left(\sigma _{zz}-\nu (\sigma _{xx}+\sigma _{yy})\right)\qquad \epsilon _{xz}={\frac {(1+\nu )}{E}}\sigma _{xz}}
En forma matricial, en términos del módulo de Young y el coeficiente de Poisson como:

{\displaystyle {\begin{pmatrix}\varepsilon _{xx}\\\varepsilon _{yy}\\\varepsilon _{zz}\\\varepsilon _{xy}\\\varepsilon _{xz}\\\varepsilon _{yz}\end{pmatrix}}={\begin{pmatrix}{\frac {1}{E}}&-{\frac {\nu }{E}}&-{\frac {\nu }{E}}&&&\\-{\frac {\nu }{E}}&{\frac {1}{E}}&-{\frac {\nu }{E}}&&&\\-{\frac {\nu }{E}}&-{\frac {\nu }{E}}&{\frac {1}{E}}\\&&&{\frac {(1+\nu )}{E}}&0&0\\&&&0&{\frac {(1+\nu )}{E}}&0\\&&&0&0&{\frac {(1+\nu )}{E}}\\\end{pmatrix}}{\begin{pmatrix}\sigma _{xx}\\\sigma _{yy}\\\sigma _{zz}\\\sigma _{xy}\\\sigma _{xz}\\\sigma _{yz}\end{pmatrix}}}

Las relaciones inversas vienen dadas por:

{\displaystyle {\begin{pmatrix}\sigma _{xx}\\\sigma _{yy}\\\sigma _{zz}\\\sigma _{xy}\\\sigma _{xz}\\\sigma _{yz}\end{pmatrix}}={\frac {E}{(1+\nu )(1-2\nu )}}{\begin{pmatrix}1-\nu &\nu &\nu &&&\\\nu &1-\nu &\nu &&&\\\nu &\nu &1-\nu &&&\\&&&1-2\nu &0&0\\&&&0&1-2\nu &0\\&&&0&0&1-2\nu \end{pmatrix}}{\begin{pmatrix}\varepsilon _{xx}\\\varepsilon _{yy}\\\varepsilon _{zz}\\\varepsilon _{xy}\\\varepsilon _{xz}\\\varepsilon _{yz}\end{pmatrix}}}

### Caso tridimensional ortótropo
El comportamiento elástico de un material ortotrópico queda caracterizado por nueve constantes independientes: 3 módulos de elasticidad longitudinal {\displaystyle (E_{x},E_{y},E_{z})}, 3 módulos de rigidez {\displaystyle (G_{xy},G_{yz},G_{zx})} y 3 coeficientes de Poisson {\displaystyle (\nu _{xy},\nu _{yx},\nu _{zx})}. De hecho para un material ortotrópico la relación entre las componentes del tensor tensión y las componentes del tensor deformación viene dada por:

{\displaystyle {\begin{pmatrix}\varepsilon _{xx}\\\varepsilon _{yy}\\\varepsilon _{zz}\\\varepsilon _{xy}\\\varepsilon _{xz}\\\varepsilon _{yz}\end{pmatrix}}={\begin{pmatrix}{\frac {1}{E_{x}}}&-{\frac {\nu _{yx}}{E_{y}}}&-{\frac {\nu _{zx}}{E_{z}}}&&&\\-{\frac {\nu _{xy}}{E_{x}}}&{\frac {1}{E_{y}}}&-{\frac {\nu _{zy}}{E_{z}}}&&&\\-{\frac {\nu _{xz}}{E_{x}}}&-{\frac {\nu _{yz}}{E_{y}}}&{\frac {1}{E_{z}}}\\&&&{\frac {1}{2G_{xy}}}&0&0\\&&&0&{\frac {1}{2G_{xz}}}&0\\&&&0&0&{\frac {1}{2G_{yz}}}\\\end{pmatrix}}{\begin{pmatrix}\sigma _{xx}\\\sigma _{yy}\\\sigma _{zz}\\\sigma _{xy}\\\sigma _{xz}\\\sigma _{yz}\end{pmatrix}}}

Donde:

{\displaystyle {\frac {\nu _{yx}}{E_{y}}}={\frac {\nu _{xy}}{E_{x}}}\qquad {\frac {\nu _{zx}}{E_{z}}}={\frac {\nu _{xz}}{E_{x}}}\qquad {\frac {\nu _{yz}}{E_{y}}}={\frac {\nu _{zy}}{E_{z}}}\qquad (*)}

Como puede verse las componentes que gobiernan el alargamiento y las que gobiernan la distorsión están desacopladas, lo cual significa que en general es posible producir alargamientos en torno a un punto sin provocar distorsiones y viceversa. Las ecuaciones inversas que dan las deformaciones en función de las tensiones toman una forma algo más complicada:

{\displaystyle {\begin{pmatrix}\sigma _{xx}\\\sigma _{yy}\\\sigma _{zz}\\\sigma _{xy}\\\sigma _{xz}\\\sigma _{yz}\end{pmatrix}}={\begin{pmatrix}{\frac {1-\nu _{yz}\nu _{yz}}{E_{y}E_{z}\Delta }}&{\frac {\nu _{yx}+\nu _{yz}\nu _{zx}}{E_{y}E_{z}\Delta }}&{\frac {\nu _{zx}+\nu _{zy}\nu _{yx}}{E_{y}E_{z}\Delta }}&&&\\{\frac {\nu _{xy}+\nu _{xz}\nu _{zy}}{E_{x}E_{z}\Delta }}&{\frac {1-\nu _{zx}\nu _{xz}}{E_{x}E_{z}\Delta }}&{\frac {\nu _{zy}+\nu _{zx}\nu _{xy}}{E_{x}E_{z}\Delta }}&&&\\{\frac {\nu _{xz}+\nu _{xy}\nu _{yz}}{E_{x}E_{y}\Delta }}&{\frac {\nu _{yz}+\nu _{yx}\nu _{xz}}{E_{x}E_{y}\Delta }}&{\frac {1-\nu _{xy}\nu _{yx}}{E_{x}E_{y}\Delta }}\\&&&2G_{xy}&0&0\\&&&0&2G_{xz}&0\\&&&0&0&2G_{yz}\\\end{pmatrix}}{\begin{pmatrix}\varepsilon _{xx}\\\varepsilon _{yy}\\\varepsilon _{zz}\\\varepsilon _{xy}\\\varepsilon _{xz}\\\varepsilon _{yz}\end{pmatrix}}}

Donde:
{\displaystyle \Delta :={\frac {1-\nu _{xy}\nu _{yx}-\nu _{xz}\nu _{zx}-\nu _{yz}\nu _{zy}-\nu _{xy}\nu _{yz}\nu _{zx}-\nu _{yx}\nu _{zy}\nu _{xz}}{E_{x}E_{y}E_{z}}}}
De hecho la matriz anterior, que representa al tensor de rigidez es simétrica ya que de las relaciones (*) se la simetría de la anterior matriz puesto que:
{\displaystyle {\frac {\nu _{yx}+\nu _{yz}\nu _{zx}}{E_{y}E_{z}\Delta }}={\frac {\nu _{xy}+\nu _{xz}\nu _{zy}}{E_{x}E_{z}\Delta }}\qquad {\frac {\nu _{zx}+\nu _{zy}\nu _{yx}}{E_{y}E_{z}\Delta }}={\frac {\nu _{xz}+\nu _{xy}\nu _{yz}}{E_{x}E_{y}\Delta }}\qquad {\frac {\nu _{zy}+\nu _{zx}\nu _{xy}}{E_{x}E_{z}\Delta }}={\frac {\nu _{yz}+\nu _{yx}\nu _{xz}}{E_{x}E_{y}\Delta }}}
Un caso particular de materiales ortótropos son los materiales transversalmente isótropos lineales en los que solo hace falta especificar cinco constantes elásticas: {\displaystyle \scriptstyle E_{t},E_{L},G_{t},\nu _{t},\nu _{Lt}}, donde {\displaystyle t} se refiere a las direcciones transversales a la dirección que se llama longitudinal.

## Fundamentos termodinámicos
Las deformaciones lineales de materiales elásticos se pueden aproximar como procesos adiabáticos . En estas condiciones y para procesos cuasiestáticos, la primera ley de la termodinámica para un cuerpo deformado se puede expresar como
{\displaystyle \delta W=\delta U}
donde {\displaystyle \delta U} es el aumento de energía interna y {\displaystyle \delta W} es el trabajo realizado por fuerzas externas. El trabajo se puede dividir en dos términos.
{\displaystyle \delta W=\delta W_{\mathrm {s} }+\delta W_{\mathrm {b} }}
donde {\displaystyle \delta W_{\mathrm {s} }} es el trabajo realizado por las fuerzas superficiales mientras que {\displaystyle \delta W_{\mathrm {b} }} es el trabajo realizado por las fuerzas másicas . Si δ u es una variación del campo de desplazamiento u en el cuerpo, entonces los dos términos de trabajo externos se pueden expresar como
{\displaystyle \delta W_{\mathrm {s} }=\int _{\partial \Omega }\mathbf {t} \cdot \delta \mathbf {u} \,dS\,;\qquad \delta W_{\mathrm {b} }=\int _{\Omega }\mathbf {b} \cdot \delta \mathbf {u} \,dV}
donde t es el vector de tracción de la superficie , b es el vector de fuerza del cuerpo, {\displaystyle \Omega } representa el cuerpo y {\displaystyle \partial \Omega } representa su superficie. Usando la relación entre el esfuerzo de Cauchy y la superficie de tracción, t = n · σ (donde n es el vector normal unitario exterior a {\displaystyle \partial \Omega }  ), tenemos
{\displaystyle \delta W=\delta U=\int _{\partial \Omega }(\mathbf {n} \cdot {\boldsymbol {\sigma }})\cdot \delta \mathbf {u} \,dS+\int _{\Omega }\mathbf {b} \cdot \delta \mathbf {u} \,dV\,.}
La conversión de la integral de superficie en una integral de volumen mediante el teorema de divergencia da
{\displaystyle \delta U=\int _{\Omega }{\big (}\nabla \cdot ({\boldsymbol {\sigma }}\cdot \delta \mathbf {u} )+\mathbf {b} \cdot \delta \mathbf {u} {\big )}\,dV\,.}
Usando la simetría del esfuerzo de Cauchy y la identidad
{\displaystyle \nabla \cdot (\mathbf {a} \cdot \mathbf {b} )=(\nabla \cdot \mathbf {a} )\cdot \mathbf {b} +{\tfrac {1}{2}}\left(\mathbf {a} ^{\mathsf {T}}:\nabla \mathbf {b} +\mathbf {a} :(\nabla \mathbf {b} )^{\mathsf {T}}\right)}
tenemos lo siguiente
{\displaystyle \delta U=\int _{\Omega }\left({\boldsymbol {\sigma }}:{\tfrac {1}{2}}\left(\nabla \delta \mathbf {u} +(\nabla \delta \mathbf {u} )^{\mathsf {T}}\right)+\left(\nabla \cdot {\boldsymbol {\sigma }}+\mathbf {b} \right)\cdot \delta \mathbf {u} \right)\,dV\,.}
De la definición de deformación y de las ecuaciones de equilibrio tenemos
{\displaystyle \delta {\boldsymbol {\varepsilon }}={\tfrac {1}{2}}\left(\nabla \delta \mathbf {u} +(\nabla \delta \mathbf {u} )^{\mathsf {T}}\right)\,;\qquad \nabla \cdot {\boldsymbol {\sigma }}+\mathbf {b} =\mathbf {0} \,.}
Por tanto, podemos escribir
{\displaystyle \delta U=\int _{\Omega }{\boldsymbol {\sigma }}:\delta {\boldsymbol {\varepsilon }}\,dV}
y por lo tanto la variación en la densidad de energía interna viene dada por
{\displaystyle \delta U_{0}={\boldsymbol {\sigma }}:\delta {\boldsymbol {\varepsilon }}\,.}
Un material elástico se define como aquel en el que la energía interna total es igual a la energía potencial de las fuerzas internas (también llamada energía de deformación elástica ). Por lo tanto, la densidad de energía interna es una función de las deformaciones, {\displaystyle U_{0}=U_{0}(\varepsilon )} y la variación de la energía interna se puede expresar como
{\displaystyle \delta U_{0}={\frac {\partial U_{0}}{\partial {\boldsymbol {\varepsilon }}}}:\delta {\boldsymbol {\varepsilon }}\,.}
Dado que la variación de la deformación es arbitraria, la relación tensión-deformación de un material elástico viene dada por
{\displaystyle {\boldsymbol {\sigma }}={\frac {\partial U_{0}}{\partial {\boldsymbol {\varepsilon }}}}\,.}
Para un material elástico lineal, la cantidad  ∂U0∂ε es una función lineal de ε y, por lo tanto, se puede expresar como
{\displaystyle {\boldsymbol {\sigma }}={\mathsf {c}}:{\boldsymbol {\varepsilon }}}
donde c es un tensor de cuarto rango de constantes materiales, también llamado tensor de rigidez . Podemos ver por qué c debe ser un tensor de cuarto rango observando que, para un material elástico lineal,
{\displaystyle {\frac {\partial }{\partial {\boldsymbol {\varepsilon }}}}{\boldsymbol {\sigma }}({\boldsymbol {\varepsilon }})={\text{constante}}={\mathsf {c}}\,.}
En notación de índice
{\displaystyle {\frac {\partial \sigma _{ij}}{\partial \varepsilon _{kl}}}={\text{constante}}=c_{ijkl}\,.}
La constante del lado derecho requiere cuatro índices y es una cantidad de cuarto rango. También podemos ver que esta cantidad debe ser un tensor porque es una transformación lineal que lleva el tensor de deformación al tensor de tensión. También podemos demostrar que la constante obedece a las reglas de transformación del tensor para tensores de cuarto rango.

## Aplicaciones fuera del campo de la ingeniería
- Rebotar: La ley de Hooke la utilizan practicantes de puenting, la cual les indica cuánto se estirará la cuerda, al experimentar la fuerza de su peso cuando caen al vacío.